# 塔什芬·本·阿里
塔什芬·本·阿里（阿拉伯语：‎；？—1145年3月23日或3月25日），穆拉比特王朝埃米尔，1143年至1145年在位。
1129年，他被任命为格拉纳达和阿尔梅里亚总督，1131年又上任科尔多瓦总督。1143年，其父阿里·本·优素福离世，塔什芬即位。1145年，他和阿卜杜勒·穆敏领导的穆瓦希德王朝在瓦赫兰地区作战，遭到围困而被迫出逃。他意图从海路逃亡，但在夜间骑马前往港口时坠崖身亡。其幼子易卜拉欣被推上王位。